# Praha-Strašnice zastávka
Praha-Strašnice zastávka byla železniční zastávka, která se v letech 1906–2020 nacházela na bývalém úseku železniční trati Praha – České Budějovice mezi ulicemi Strančická a U Trati.

## Historie

### Počátky

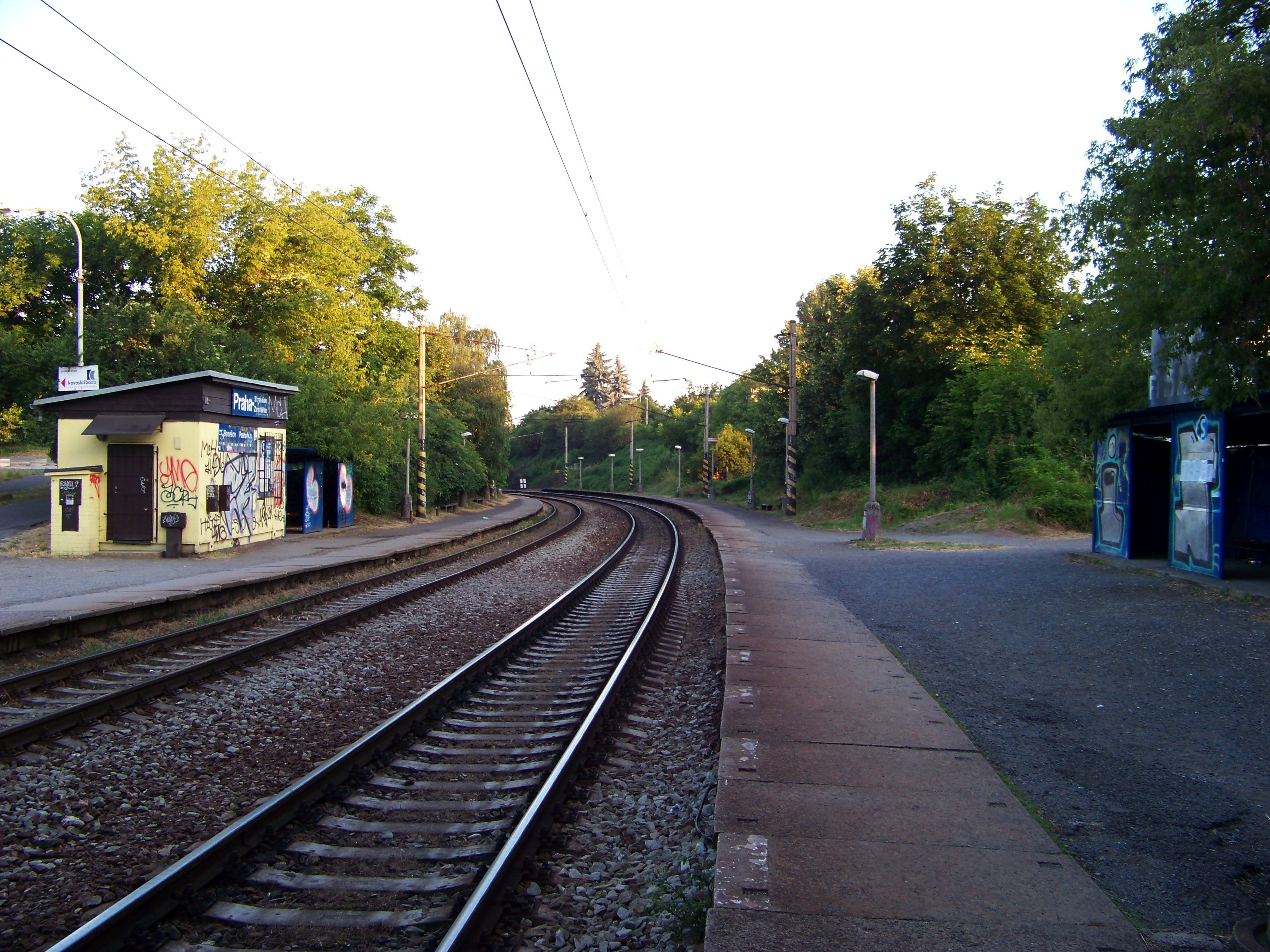
Nástupiště ve směru do centra s čekárnou. Na protější straně někdejší prodejna jízdenek a čekárna ve směru na Benešov (stav z června 2014)

Území Strašnic protnula Dráha císaře Františka Josefa už v roce 1871, ovšem v té době se zde žádná zastávka nenacházela. První prokázaná žádost o její zřízení je datována do roku 1898, a to ze strany tehdy samostatné obce Staré Strašnice. Toho času bývalo častým jevem, že náklady na stavbu zastávky nesla obec, která o ni žádala, a ani v tomto případě tomu nebylo jinak. V letech 1903–1905 byla mezi Benešovem a Vršovicemi vystavěna druhá kolej, a tak práce za 26 tisíc korun zahrnovaly kromě zřízení přístupové cesty ještě stavbu dvou nástupišť o délce 170 metrů, dvou dřevěných čekáren s pokladnou a toaletami a také železné přechodové lávky s rozpětím 10,75 m a šířkou 2 m, která se později pro zastávku stala ikonickým prvkem.
Přesně rok od zahájení dvoukolejného provozu, 1. května 1906, byla zastávka uvedena do provozu. Její původní název byl Strašnice (německy Straschnitz), v roce 1924 změněný na Staré Strašnice zastávka a konečně v roce 1942 na Praha-Strašnice zastávka. Slovo zastávka bylo v názvu kvůli odlišení od nákladového nádraží Praha-Strašnice.

### Přechod na pravostranný provoz
Na trati procházející zastávkou byl historicky zaveden levostranný provoz. Již krátce po vzniku Československa a poté znovu za existence Protektorátu Čechy a Morava se objevovaly úvahy o převedení provozu na pravostranný, avšak k nim nedošlo. Záměr se znovu objevil po skončení druhé světové války a zahrnoval nejrůznější úpravy, například prodloužení obou nástupišť o dalších 110 metrů, až k podjezdu v ulici V Korytech, k čemuž nakonec nedošlo. Pravostranný provoz byl v úseku z Uhříněvsi do Vršovic zaveden 28. dubna 1948, dále do Benešova pak o 14 dní později.

### Další vývoj
Roku 1987 byly zdemolovány původní dřevěné přístřešky, které byly nahrazeny přístřešky železnými, které na zastávce vydržely až do ukončení provozu.
V rámci modernizace úseku trati z hlavního nádraží do stanice Praha-Hostivař, která probíhala v letech 2018–2022, došlo 12. prosince 2020 ke zrušení strašnické zastávky. Náhradou za ni byla druhý den otevřena zastávka Praha-Eden a v září 2021 stanice Praha-Zahradní Město.

## Budoucnost
V letech 2022–2024 zde má místo trati vzniknout přibližně čtyřkilometrový liniový park, tzv. Vršovická drážní promenáda. V souvislosti s tím, aby místo neztratilo železniční atmosféru, mají být zachovány některé drážní prvky, například lávka a kousek nástupiště přímo v zastávce, kolejová pole, návěstidla a další.